# Armă cu antimaterie
O armă cu antimaterie este un dispozitiv teoretic care utilizează antimaterie ca sursă de energie, propulsant sau exploziv. În prezent, armele cu antimaterie sunt considerate prea costisitoare și nesigure pentru a fi viabile în război, deoarece producția de antimaterie este extrem de scumpă (estimările indică un cost de aproximativ 6 miliarde de dolari pentru fiecare 100 de nanograme). Cantitățile de antimaterie generate sunt foarte mici, iar tehnologia actuală se confruntă cu mari dificultăți în a conține antimateria, care se anihilează la contactul cu materia obișnuită.
Cel mai mare avantaj al unei astfel de arme teoretice este că coliziunile dintre antimaterie și materie duc la eliberarea întregii energii echivalente cu masa lor, ceea ce este cu cel puțin două ordine de mărime mai mult decât energia eliberată de cele mai eficiente arme de fuziune (100% față de 0,4–1%). Anihilarea necesită și convertește mase exact egale de antimaterie și materie prin coliziune, eliberând întreaga masă-energie a ambelor. De exemplu, pentru 1 gram de antimaterie, energia eliberată este de aproximativ ~9 × 1013 jouli. Folosind convenția conform căreia 1 kilotonă echivalent TNT = 4,184×1012 jouli (sau un trilion de calorii de energie), o jumătate de gram de antimaterie care reacționează cu o jumătate de gram de materie obișnuită (un gram total) ar produce un echivalent de 21,5 kilotone de energie, similar cu bomba atomică aruncată asupra orașului Nagasaki în 1945).

## Cost
Până în iulie 2024, costul producerii unei milionimi de gram de antimaterie a fost estimat la 62 de miliarde de dolari americani. Pentru comparație, costul Proiectului Manhattan (care a dus la producerea primei bombe atomice) este estimat la 23 de miliarde de dolari americani, la prețurile din 2007. În acest context, Hui Chen⁠(d) de la Laboratorul Național Lawrence Livermore a respins în 2008 îngrijorările legate de bombele cu antimaterie ca fiind „nerealiste”.

## Arme nucleare catalizate cu antimaterie
Propulsarea nucleară prin impuls catalizat cu antimaterie propune utilizarea antimateriei ca „declanșator” pentru inițierea unor mici explozii nucleare. Aceste explozii furnizează impuls unei nave spațiale. Teoretic, aceeași tehnologie ar putea fi utilizată pentru a fabrica arme foarte mici, posibil „fără fisiune” (cu foarte puține precipitații nucleare), similar cu conceptul de armă cu fuziune pură).

## În cultura populară
O armă cu antimaterie face parte din intriga cărții Îngeri și demoni de Dan Brown, precum și a adaptării sale cinematografice, unde este folosită într-un complot pentru a arunca în aer Vaticanul.
În plus, pachetul de expansiune Ground Zero al jocului video Quake II necesită ca protagonistul să fabrice o bombă cu antimaterie în Fabrica de Muniții pentru a atinge obiectivul final.